# Andy Ruiz (piłkarz)
José Andrés „Andy” Ruiz Rumph (ur. 30 maja 1996 w mieście Gwatemala) – gwatemalski piłkarz pochodzenia kanadyjskiego występujący na pozycji środkowego pomocnika, reprezentant Gwatemali, od 2025 roku zawodnik Marquense.